# Volvarina bayeri
Volvarina bayeri is een slakkensoort uit de familie van de Marginellidae. De wetenschappelijke naam van de soort is voor het eerst geldig gepubliceerd in 2004 door Gracia & Boyer.